# District de Thionville
1790–1795
Entités précédentes :
- Bailliage de Thionville

Entités suivantes :
- Arrondissement de Thionville

Le district de Thionville est une ancienne division territoriale française du département de la Moselle de 1790 à 1795.
Il était composé des cantons de Thionville, Cattenom, Florange, Inglange, Kœnigsmacker, Luttange, Œutrange, Rodemack et Sierck.

## Galerie

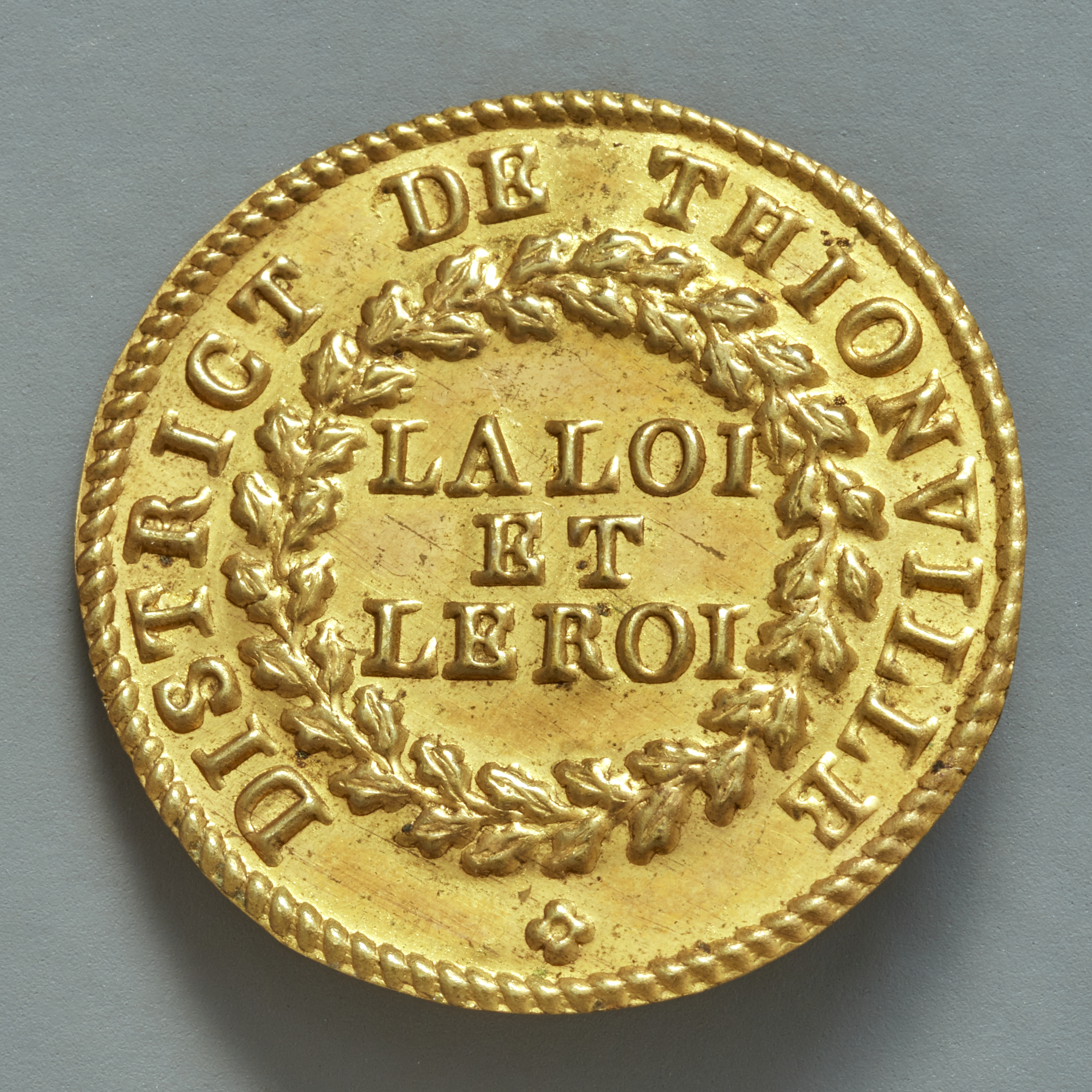
Bouton (musée Carnavalet)